# Code Composer Studio
Code Composer Studio (CCStudio o CCS) és un entorn de desenvolupament integrat (IDE) per desenvolupar aplicacions per a processadors incrustats de Texas Instruments (TI).
Els processadors incrustats de Texas Instruments inclouen DSP TMS320, sistema OMAP en xip, sistema DaVinci en xip, processadors d'aplicacions Sitara, microcontroladors Hèrcules, MCU Simplelink (microcontroladors MSP432 i connectivitat sense fil), MSP430 i Tiva/ Microcontroladors Stellaris. També permet la depuració de diversos subsistemes com Ducati, IVA Accelerator i PRU-ICSS.
Code Composer Studio està dissenyat principalment per al disseny de projectes incrustats i la depuració basada en JTAG de baix nivell (baremetal). No obstant això, les darreres versions es basen en versions no modificades de l'IDE de codi obert Eclipse, que es poden estendre fàcilment per incloure suport per a la depuració d'aplicacions a nivell del sistema operatiu (Linux, Android, Windows Embedded) i conjunts de compiladors de codi obert com GCC.
Les primeres versions incloïen un nucli en temps real anomenat DSP/BIOS i el seu inici posterior SYS/BIOS. Actualment, el successor d'aquestes eines, l'ecosistema d'eines incrustades TI-RTOS, es pot descarregar com a connector gratuït a Code Composer Studio.

## Història
Originalment, Code Composer era un producte d'una empresa anomenada GO DSP situada a Toronto, Canadà, i va ser adquirit per TI el 1997. Després de l'adquisició, Code Composer es va incloure amb un nucli en temps real anomenat DSP/BIOS i el seu nom es va afegir amb la paraula Studio.
Les versions de CCS fins a la 3.3 es basaven en una interfície propietària, però TI ja treballava en paral·lel en el desenvolupament d'un IDE basat en l'Eclipse de codi obert. Aquest IDE es va anomenar Code Composer Essentials (CCE) i va ser dissenyat per a la línia de microcontroladors MSP430. Aquesta experiència es va utilitzar per revisar completament el CCS anterior i, a partir de la versió 4.0, totes les versions també es basen en Eclipse.
Code Composer es va desenvolupar originalment per al desenvolupament de DSP, per tant, un dels seus principals diferenciadors en aquell moment va ser la disponibilitat d'eines de visualització gràfica (gràfics XY, magnitud i fase FFT, constel·lació, visualització d'imatges en brut) i suport per a la visualització de memòria en diversos formats numèrics (decimal, coma flotant).
A partir del 2015, es va introduir una versió de Cloud Computing de CCS que forma part de la suite TI Cloud Tools, que també allotja Resource Explorer i Pinmux.

## Compatibilitat amb la sonda de depuració JTAG
Històricament, CCS només admetia sondes de depuració JTAG de TI, també anomenats emuladors XDS. Els emuladors de classe XDS510 i els més avançats de classe XDS560 són compatibles amb totes les versions, però el nou emulador de classe XDS100 de baix cost va començar a ser compatible a partir dels darrers pedaços per al llançament 3.3.
La versió 4.x va afegir suport per a un disseny actualitzat de l'emulador de classe XDS100 existent (anomenat XDS100v2) i, a la versió 4.2, va afegir suport per a un disseny actualitzat de l'emulador de classe XDS560 (anomenat XDS560v2).
La versió 7.x va veure la integració de les sondes de depuració JTAG J-Link de Segger directament a l'instal·lador de CCS. També és la primera versió que admet la versió independent de XDS110.